# Periacma
Periacma är ett släkte av fjärilar. Periacma ingår i familjen praktmalar, Oecophoridae.

## Dottertaxa tillPeriacma, i alfabetisk ordning[1]
- Periacma angkhangensis
- Periacma asaphochra
- Periacma byrsodes
- Periacma ceroplasta
- Periacma chelonias
- Periacma chlorodesma
- Periacma circumclusa
- Periacma conioxantha
- Periacma conophanta
- Periacma continuata
- Periacma contraria
- Periacma delegata
- Periacma delophanta
- Periacma diplotoma
- Periacma eporphna
- Periacma ferialis
- Periacma grammocrossa
- Periacma haliphaea
- Periacma iodesma
- Periacma isomora
- Periacma kunai
- Periacma laganopa
- Periacma lagophthalma
- Periacma limosa
- Periacma macra
- Periacma melicrossa
- Periacma metrica
- Periacma mnemonica
- Periacma orthiodes
- Periacma pentachora
- Periacma plumbea
- Periacma pontiseca
- Periacma scrupulosa
- Periacma selenota
- Periacma simaoensis
- Periacma teraturga
- Periacma torrida
- Periacma turbinea
- Periacma turbulenta
- Periacma wongsirii